# Imelda Staunton

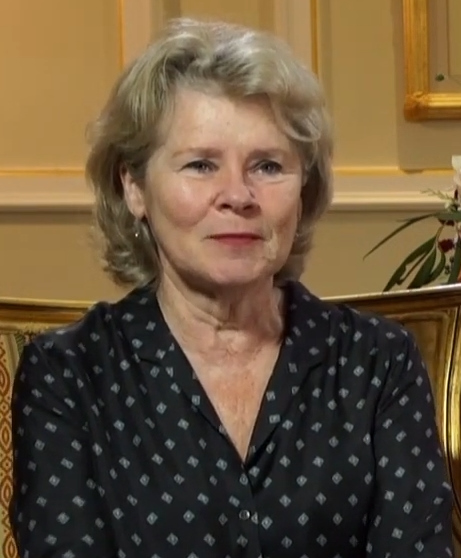
Imelda Staunton (2019)

Dame Imelda Mary Philomena Bernadette Staunton, DBE (* 9. Januar 1956 in London), ist eine britische Theater-, Film- und Fernsehschauspielerin. Darüber hinaus betätigt sie sich auch als Synchronsprecherin.

## Leben und Karriere
Staunton wurde 1956 als einziges Kind irischer Einwanderer in London geboren. Während sie die La Sainte Union-Klosterschule in Camden besuchte, stand sie in John Gays Bettleroper erstmals auf der Bühne des Schultheaters. Sie beschloss, Schauspielerin zu werden und begann mit Freundinnen, ein eigenes Stück namens The Corsythe Saga zu schreiben. Bei dessen Aufführung wurde sie von einer Sprachtrainerin entdeckt, die ihr mit Zustimmung ihrer Eltern Unterricht gab. Im Jahr 1973 wurde die 17-jährige Staunton an der Royal Academy of Dramatic Art, der angesehensten britischen Schauspielschule, angenommen. Nach ihrem Studium spielte sie sechs Jahre lang an verschiedenen Provinzbühnen in Travestien, griechischen Tragödien und Musicals. Seit 1982 arbeitete sie im Londoner National Theatre, wo sie ihren Schauspielkollegen Jim Carter kennenlernte; das Paar heiratete im Jahr 1985. Ihre gemeinsame Tochter Bessie Carter kam 1993 zur Welt.
Mit nur 29 Jahren gewann Staunton den Laurence Olivier Award als „Beste Nebendarstellerin“ für ihre Leistungen in A Chorus of Disapproval und The Corn is Green. Als etablierter Bühnenstar am West End trat sie von 1986 bis 1988 der Royal Shakespeare Company bei und erntete wieder breites Kritikerlob (ihre Hauptrollen in Onkel Wanja und Der Zauberer von Oz wurden im Jahr 1988 für zwei weitere Laurence Olivier Awards nominiert). Nachdem sich 1990 Stephen Sondheims Ab in den Wald als Musical-Hit der Saison durchgesetzt hatte, wurde sie mit einem zweiten Olivier als Beste Darstellerin in einem Musical belohnt.
Nachdem Staunton seit dem Jahr 1987 in kleineren Rollen im Fernsehen und Kino aufgetreten war, wurde sie landesweit durch ihre Hauptrolle in der Fernsehserie Up the Garden Path bekannt und machte als Nebendarstellerin in Kinohits wie Antonia & Jane, Viel Lärm um nichts, Sinn und Sinnlichkeit oder Shakespeare in Love auf sich aufmerksam.
Neben Stauntons Tätigkeit als vielbeschäftigte Filmschauspielerin feierte sie weiterhin Erfolge auf der Bühne: Ihre Hauptrolle in Richard Eyres 1996er Aufführung von Guys and Dolls brachte ihr eine fünfte Nominierung für den Laurence Olivier Award ein, und bereits ein Jahr später spielte sie in Sam Mendes’ Habeas Corpus neben Jim Broadbent. Außerdem tourte sie mit einer Big Band von London nach New York City. Im Anschluss trat sie in Yasmina Rezas Drei mal Leben und in dem Bühnenerfolg Calico auf. Darüber hinaus wirkte sie in den Filmen Harry Potter und der Orden des Phönix und Harry Potter und die Heiligtümer des Todes: Teil 1 als Dolores Umbridge mit.
Ihren bisher größten Erfolg auf der Leinwand hatte Staunton mit Mike Leighs Vera Drake, der im Jahr 2004 auf dem Filmfestival von Venedig Premiere feierte.
Von März bis September 2012 stand sie als Mrs. Lovett in dem Musical Sweeney Todd im Londoner Adelphi Theatre auf der Bühne.
Im August 2020 wurde bekanntgegeben, dass Staunton für die 5. und 6. Staffel die Rolle von Elisabeth II. in der Netflix-Serie The Crown übernehmen wird.

## Filmografie (Auswahl)
- 1990: Antonia & Jane (Antonia and Jane)
- 1992: Peter’s Friends
- 1993: Viel Lärm um nichts (Much Ado About Nothing)
- 1995: Sinn und Sinnlichkeit (Sense and Sensibility)
- 1995: Citizen X
- 1996: Geschichten aus der Gruft (Tales from the Crypt, Fernsehserie, Folge 7x10)
- 1996: Was ihr wollt (Twelfth Night)
- 1998: Shakespeare in Love
- 1999: David Copperfield (Fernsehfilm)
- 1999: Inspector Barnaby (Midsomer Murders, Fernsehserie, Folge 2x03 Sport ist Mord)
- 2000: Chicken Run – Hennen rennen (Chicken Run, Stimme)
- 2001: Heiraten für Fortgeschrittene (Crush)
- 2003: I’ll Be There
- 2003–2006: Little Britain (Fernsehserie)
- 2004: Vera Drake
- 2005: Wilde Zeiten auf der Insel (My Family and Other Animals)
- 2005: Eine zauberhafte Nanny (Nanny McPhee)
- 2005: Fingersmith (Fernsehfilm)
- 2006: Shadow Man – Kurier des Todes (Shadow Man)
- 2007: Harry Potter und der Orden des Phönix (Harry Potter and the Order of the Phoenix)
- 2007: Freedom Writers
- 2007–2009: Cranford
- 2008: Three and out
- 2009: Taking Woodstock
- 2010: Alice im Wunderland (Alice in Wonderland, Stimme)
- 2010: Another Year
- 2010: Harry Potter und die Heiligtümer des Todes: Teil 1 (Harry Potter and the Deathly Hallows: Part 1)
- 2011: The Awakening
- 2011: Arthur Weihnachtsmann (Arthur Christmas, Stimme)
- 2011: Doctor Who (Fernsehserie, eine Folge, Stimme)
- 2012: Die Piraten! – Ein Haufen merkwürdiger Typen (The Pirates! In an Adventure with Scientists, Stimme)
- 2012: The Girl (Fernsehfilm)
- 2014: Maleficent – Die dunkle Fee (Maleficent)
- 2014: Pride
- 2016: Criminal Minds (Fernsehserie, Folge 258, S12E03)
- 2017: Paddington 2 (Stimme)
- 2017: Tanz ins Leben (Finding Your Feet)
- 2019: Downton Abbey
- 2019: Maleficent: Mächte der Finsternis (Maleficent: Mistress of Evil)
- 2019: A Confession (Fernsehminiserie)
- 2020: Amulet
- 2022: Downton Abbey II: Eine neue Ära (Downton Abbey: A New Era)
- 2022–2023: The Crown (Fernsehserie, 20 Folgen)
- 2023: Chicken Run: Operation Nugget (Chicken Run: Dawn of the Nugget, Stimme)
- 2024: Paddington in Peru (Stimme)

## Theater (Auswahl)
- 1982: Guys and Dolls (Musical), als Mimi / Hotbox Girl, Royal National Theatre/Olivier, London.
- 1982: The Beggar’s Opera (Ballad Opera), als Lucy Lockit, Royal National Theatre/Cottesloe, London.
- 1987: The Wizard of Oz (Musical), als Dorothy (Hauptrolle), RSC Barbican Theatre, London.
- 1994: Tony Kushners Slavs!, als Bonfila, Hampstead Theatre, West End, London.
- 1990: Into the Woods, als Bäckersfrau, Phoenix Theatre, London West End.
- 1996: Guys and Dolls (Musical), als Miss Adelaide, National Olivier, London.
- 2012: Sweeney Todd (Musical), als Mrs Lovett, Adelphi Theatre, London West End.
- 2015: Gypsy (Musical), als Mama Rose (Hauptrolle), Savoy Theatre, London West End.
- 2017: Who’s Afraid of Virginia Woolf?, als Martha (Hauptrolle), Harold Pinter Theatre, London West End.[2]
- 2017: Follies, als Sally (Hauptrolle), National Theatre, London.[3]
- 2018: Gypsy (Musical), als Rose (Hauptrolle), Broadway, New York City.[3]

## Diskografie
- 2012: Sweeney Todd Revival Cast Recording als Mrs Lovett
- 2015: Gypsy – 2015 London Cast Recording als Momma Rose

## Auszeichnungen
- 2006: „Member“ des Order of the British Empire für schauspielerische Verdienste[4]
- 2016: „Commander“ des Order of the British Empire für schauspielerische Verdienste[5]
- 2024: Dame Commander des Order of the British Empire für schauspielerische und wohltätige Verdienste[6]

### Film und Fernsehen
- 1999: Screen Actors Guild Award – Shakespeare in Love
- 2000 (Nominierung): Irish Film and Television Awards – Rat
- 2004: European Film Awards – Vera Drake
- 2004: Goldener Löwe der Filmfestspiele Venedig – Vera Drake
- 2004 (Nominierung): Golden Satellite Award – Vera Drake
- 2004: London Film Critics Circle Award – Vera Drake
- 2004 (Nominierung): The Broadcast Film Critics Association Award – Vera Drake
- 2004: National Society of Film Critics Award – Vera Drake
- 2004: Washington DC Area Film Critics Association Awards – Vera Drake
- 2004 (Nominierung): Oscar – Vera Drake
- 2004: Chicago Film Critics Association Awards – Vera Drake
- 2004 (Nominierung): Online Film Critics Society Awards – Vera Drake
- 2004: Los Angeles Film Critics Association Awards – Vera Drake
- 2004: San Diego Film Critics Society Awards – Vera Drake
- 2004 (Nominierung): Golden Globe – Vera Drake
- 2004: Seattle Film Critics Awards – Vera Drake
- 2004: New York Film Critics Circle Awards – Vera Drake
- 2004 (Nominierung): Screen Actors Guild Award – Vera Drake
- 2004: Toronto Film Critics Association Awards – Vera Drake
- 2004: Vancouver Film Critics Circle – Vera Drake
- 2004 (Nominierung): Empire Awards, UK – Vera Drake
- 2004: BAFTA – Vera Drake
- 2004: Evening Standard British Film Awards – Vera Drake
- 2004: Chlotrudis Awards – Vera Drake
- 2004: National Society of Film Critics Awards – Vera Drake
- 2004: British Independent Film Awards – Vera Drake
- 2005 (Nominierung): Emmy – My Family and Other Animals
- 2008: California Independent Film Festival – Three and Out
- 2009 (Nominierung): Academy of Science Fiction, Fantasy & Horror Films – Harry Potter und der Orden des Phönix
- 2009 (Nominierung): BAFTA – Cranford
- 2009 (Nominierung): London Critics Circle Film Awards – Harry Potter und der Orden des Phönix
- 2012 (Nominierung): Emmy – The Girl
- 2014: British Independent Film Awards – Pride
- 2015 (Nominierung): BAFTA – Pride

### Theater
- 1982 (Nominierung): Laurence Olivier Award – The Beggar’s Opera
- 1985: Laurence Olivier Award – A Chorus of Disapproval & The Corn is Green
- 1987 (Nominierung): Laurence Olivier Award – The Wizard of Oz
- 1988 (Nominierung): Laurence Olivier Award – Zio Vania
- 1991: Laurence Olivier Award – Into the Woods
- 1997 (Nominierung): Laurence Olivier Award – Guys and Dolls
- 2010 (Nominierung): Laurence Olivier Award – Entertaining Mr. Sloane
- 2012: Theatre Awards UK – Sweeney Todd
- 2013: Laurence Olivier Award – Sweeney Todd
- 2013: What’s On Stage Award – Sweeney Todd
- 2015 (Nominierung): What’s On Stage Award – Good People
- 2015: Theatre Awards UK – Gypsy
- 2015: Evening Standard Award – Gypsy
- 2015 (Nominierung): Laurence Olivier Award – Good People
- 2016: What’s On Stage Award – Gypsy
- 2016: Laurence Olivier Award – Gypsy

## Sonstiges
- Imelda Staunton stand schon vor Harry Potter und der Orden des Phönix mit Daniel Radcliffe vor der Kamera, 1999 in der Verfilmung des Romans David Copperfield von Charles Dickens.